# Salomon Gerbers Gård
Salomon Gerbers Gård er en bygning placeret i Sct. Mogens Gade 3 i Viborg. Den er opført efter den store bybrand i 1667 af postmester Salomon Gerber. Da byen i 1726 igen blev ramt af en stor brand, led bygningen stor skade, og den blev nyopført i 1730 sandsynligvis af Johann Gottfried Hödrich. Bygningen har været fredet siden 1932.
Generalguvernør Peter von Scholten levede sine første år i bygningen, hvilket er markeret med en tavle på facaden ud til Sct. Mogens Gade og Viborg Domkirke.
Den konservative partileder Søren Pape Poulsen boede i Gerbers Gård frem til sin død i 2024.